# Offizialdelikt (Schweiz)
Ein Offizialdelikt ist in der Schweiz eine Straftat, die die Strafverfolgungsbehörde von Amts wegen verfolgen muss, wenn es ihr zur Kenntnis gelangt. Das Gegenstück zum Offizialdelikt ist das Antragsdelikt, das nur verfolgt wird, wenn der Betroffene einen Strafantrag stellt.